# Ныч, Радим
Ра́дим Ныч (чеш. Radim Nyč; 11 апреля 1966 года, Либерец) — чехословацкий и чешский лыжник, призёр Олимпийских игр и чемпионата мира.

## Карьера
В Кубке мира Ныч дебютировал в 1988 году, тогда же впервые попал в десятку лучших на этапе Кубка мира. Всего имеет на своём счету 5 попаданий в десятку лучших на этапах Кубка мира. Лучшим достижением Ныча в общем итоговом зачёте Кубка мира являются 23-и места в сезонах 1988/89 и 1991/92.
На Олимпийских играх 1988 года в Калгари, завоевал бронзу в эстафетной гонке, кроме того занял 25-е место в гонке на 30 км классикой и 20-е место в гонке на 50 км коньком.
На Олимпийских играх 1992 года в Альбервиле, был 7-м в эстафете, 33-м в гонке на 10 км классикой, 25-м в гонке преследования и 6-м в гонке на 50 км коньком.
За свою карьеру принимал участие в двух чемпионатах мира, на чемпионате мира-1989 завоевал бронзу в эстафете, в личных гонках лучший результат — 13-е место в гонке на 15 км коньком на том же чемпионате.